# Bradley Walker Tomlin
 Bradley Walker Tomlin  (* 19. August 1899 in Syracuse, New York (USA); † 11. Mai 1953 in New York City) war ein US-amerikanischer Maler. Er gehörte zu den bedeutendsten Vertretern des Abstrakten Expressionismus.

## Leben und Leistungen

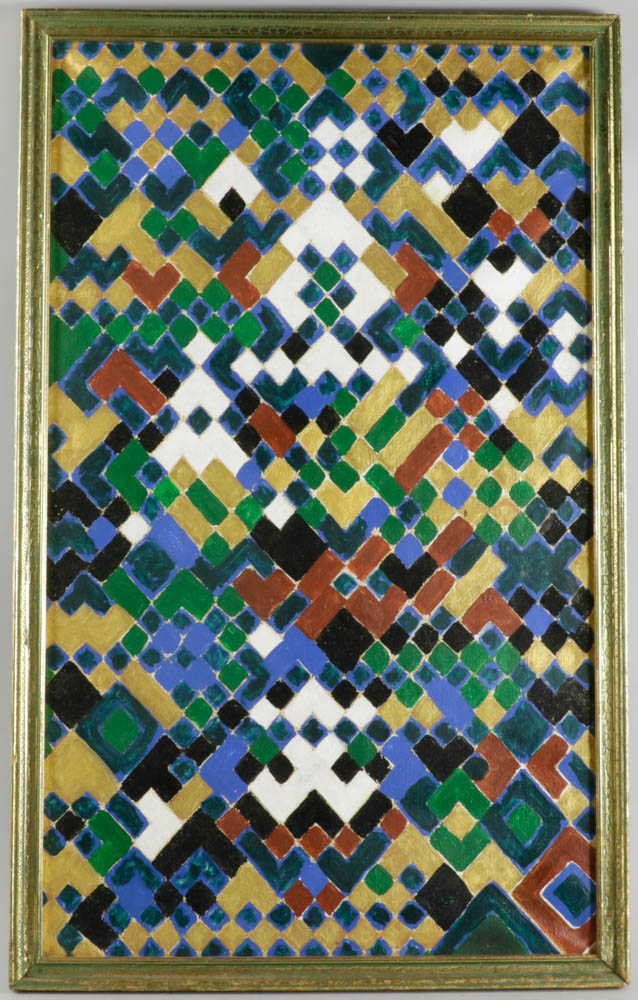
1. 2 (1930)

Tomlin interessierte sich bereits früh für künstlerische Betätigung. Er bekam bereits mit 14 Jahren ein Stipendium für Bildhauerei. Von 1917 bis 1921 studierte er Malerei an der Syracuse University. Nach seinem Examen zog er nach New York und arbeitete dort einige Zeit als Illustrator von Zeitschriften.
1923 ging er mit einem Freund nach Paris und studierte dort an der Académie Colarossi und der Académie de la Grande Chaumière. Nach seiner Rückkehr nach New York im Jahr 1924, setzte er die Tätigkeit als Illustrator (Er gestaltete unter anderem Titelbilder für „Vogue“ und Haus and Garten-Zeitschriften) fort, stellte aber parallel seine Malerei aus. Er hatte seine erste Einzelausstellung 1926 im Whitney Studio Club, in dem er bis 1929 ausstellte. In dieser Zeit unternahm er Reisen nach Europa.
1929 kaufte die Pennsylvania Academy of the Fine Arts als erstes Museum ein Gemälde von Tomlin. Während der Zeit der Depression, bestritt er einen zusätzlichen Lebensunterhalt 1932 bis 1941 als Lehrer am Sarah Lawrence College in Bronxville, New York.
Von 1939 bis 1944 war Bradley Walker Tomlins Malerei vom Kubismus geprägt. Im Jahr 1945 machte Tomlin Bekanntschaft mit Adolph Gottlieb, der ihn mit Robert Motherwell, Philip Guston und Jackson Pollock zusammenbrachte. Diese Begegnung beeinflusste ihn stark, er begann abstrakter zu malen, behielt aber immer noch einen speziellen, eigenen Stil. Er kombinierte Elemente von sowohl Aktions- als auch Landschaftsmalerei in seinen Arbeiten.
Bradley Walker Tomlin lebte und arbeitete in New York City.
Einige seiner Werke wurden postum auf der documenta 2 im Jahr 1959 in Kassel gezeigt.

## Werke in Museen und Sammlungen
- Whitney Museum of American Art, New York City
- Museum of Modern Art, New York City
- Munson-Williams-Proctor Institute Utica, New York